# (38548) 1999 VK47
1999 VK47 (asteroide 38548) é um asteroide da cintura principal. Possui uma excentricidade de 0.09572620 e uma inclinação de 18.35105º.
Este asteroide foi descoberto no dia 3 de novembro de 1999 por LINEAR em Socorro.